# Вірджинія Ленг
Вірджинія Ленг  (англ. Virginia Leng, 1 лютого 1955) — британська вершниця, олімпійська медалістка.

## Виступи на Олімпіадах
| Олімпіада         | Дисципліна           | Місце |
| ----------------- | -------------------- | ----- |
| Лос-Анджелес 1984 | триборство, особисті | 3     |
| Лос-Анджелес 1984 | триборство, командні | 2     |
| Сеул 1988         | триборство, особисті | 3     |
| Сеул 1988         | триборство, командні | 2     |